# 替米考星
替米考星（英語：Tilmicosin）是一种由泰乐菌素半合成的大环内酯类药物，为动物专用抗生素。替米考星的化学名称为4A-O-脱(2,6-二脱氧-3-C-甲基-L-核糖-吡喃己基)-20-脱氧-20-(3,5-二甲基-1-哌啶基)-[20(顺式：反式)]泰乐菌素，又名20-去氧-20-(3,5-二甲基-1-哌啶基)脱碳霉糖泰乐菌素。
替米考星的抗菌谱与泰乐菌素相似，但在抗出血败血性巴斯德氏菌和溶血性巴斯德氏菌方面有增强作用。体内及体外的试验也均证实了替米考星对出血败血性巴斯德氏菌和溶血性巴斯德氏菌的抗菌作用。
替米考星于20世纪80年代开发成功，最初使用EL-870作为代号。替米考星常用的商品名有Pulmotil©和Micotil©，制剂有替米考星可溶性粉、替米考星预混剂（20%）、替米考星注射液。替米考星1990年在多数欧洲国家获得批准，1992年在美国获得批准，并收录于美国药典。中国国内也已经有一些企业获得批准生产替米考星。

## 药理作用
替米考星是泰乐菌素经酸水解后的衍生物，是半合成的大环内酯类抗生素。替米考星与3, 5-二甲基哌啶反应生成替米考星碱，再加磷酸和水即形成磷酸替米考星。
替米考星具有同泰乐菌素相似的广谱抗菌活性，两者对革兰氏阴性菌、禽多杀性巴氏杆菌、红斑丹毒丝菌、胸膜肺炎放线杆菌和鸡毒支原体均有较强的抑菌效果，对其他菌则表现为抑菌效果较弱或抗药性。但替米考星对部分病原菌如鸡白痢沙门菌、鼠伤寒沙门菌、肺炎克雷伯菌抑菌效果明显强于酒石酸泰乐菌素。

## 药动学
替米考星通过内服和皮下注射吸收快，药物的组织穿透力强，体内分布容积大。替米考星在肺组织、乳中药物浓度高。
A. Ramadan于1997年对替米考星的药动学研究表明，替米考星静脉注射的平均半衰期为4.36小时，而皮下注射在血清和乳中的半衰期分别为29.3和41.4小时。

## 应用
替米考星主要用于预防及治疗由溶血性巴斯德氏菌、出血败血性巴斯德氏菌、胸膜肺炎放线杆菌、支原体及其它对该药敏感的微生物所引起的牛、羊、猪和鸡的感染性疾病，特别是包括家畜肺炎、猪气喘病、鸡慢性呼吸道疾病在内的呼吸道感染以及奶牛乳房炎。
替米考星可以治疗牛肺炎、慢性支气管炎及其它呼吸道疾病，主要用药方式为皮下注射。替米考星治疗奶牛乳房炎时，可采用皮下注射或乳房灌注，并能有效地抑制金黄色葡萄球菌和乳房内感染。替米考星用于防治猪霉形体肺炎时，主要采用拌料饲喂的方式。预防和治疗禽支原体病时，则多加入饮水用药，但产蛋鸡不能用。

## 临床应用
替米考星在治疗小牛细菌性肺炎时的建议量为每kg体重皮下注射10 mg。
Paul E. Gorham等曾按0（安慰剂组）, 5, 10及20 mg/kg四种不同的剂量对牛自然发生的呼吸道疾病进行分组试验，结果表明，所有治疗剂量与相比均显著降低死亡率、提高增重、降低体温并减少严重的临床症状，体温是不同剂量组之间的唯一显著差异。
Marie-Anne Paradis等人曾对使用替米考星对猪胸膜肺炎放线杆菌的治疗效果进行试验，发现加药组的猪只明显更少猪胸膜肺炎放线杆菌的症状，剖检分离到的猪胸膜肺炎放线杆菌也更少。同时肺炎的百分比也明显减少，中等和明显肺炎病变及肺炎死亡的猪只也减少。同时，接受替米考星治疗的猪在日增重、体温、腹部表观、精神及呼吸方面也明显更好。

## 毒性
牛一次静脉注射5毫克／千克替米考星即致死，对猪、灵长类动物和马静脉注射也可能致死。肌内和皮下注射替米考星均可出现局部反应（水肿等），亦不能与眼接触。对牛使用皮下注射时，应选择肩后肋骨上的区域内。牛以外的动物则较少使用注射。
替米考星的靶器官为心脏。有研究表明，注射替米考星可能会降低老鼠心肌组织中超氧化物歧化酶及谷胱甘肽过氧物酶活性。
啮齿类口服替米考星后的半数致死量为800 - 850 mg/kg（急性）; >2000 mg/kg（非急性）。
人接触替米考星可能会出现心脏症状及心肌损伤。德克萨斯毒物中心于1998年－2003年共接收了46例人接触替米考星中毒的案例，但没有人死亡。2003年曾发现，有人自我注射替米考星自杀并死亡的案例。

## 兽药残留
台湾对鸡使用替米考星的残留限量分别为肌肉0.075 ppm、皮（含脂）0.075 ppm、肝1 ppm、肾0.25 ppm。
可以使用HPLC方法（检测限为4.71 μg/kg）及验证用的热喷雾液质联用技术作为最高残留限量的检测手段。